# Битва за Чечен-аул (1732)
Повстання 1732 року у Чечні було викликане невдоволенням жителів сіл Чечень та Ендирей діями царської адміністрації. 4 липня 1732 року граф Дуглас на чолі військової колони з 1200 солдатів і 300 козаків вирушив із фортеці Святого Хреста на придушення повстання. На підході до Андріївської долини граф отримав неправдиву звістку, що повсталі дізналися про підхід військ і розбіглися. Дуглас послав у село Чечень загін полковника Коха у складі 300 солдатів та 200 козаків. А основна частина військ залишилася чекати біля Андріївської долини. Кох 7 липня спалив село і повертався. Дорогою назад його загін був оточений і знищений, при цьому загинули 125 і були поранені 75 солдатів. У цьому ж бою було вбито місцевого князя Казбулата, який привів Коха до Чечні. Втрати чеченської сторони невідомі.